# Дані Педроса
Даніель «Дані» Педроса Рамал (ісп. Daniel Pedrosa Ramal; 29 вересня 1985, Сабадель, Каталонія, Іспанія) — іспанський мотогонщик, триразовий чемпіон світу з шосейно-кільцевих мотогонок серії MotoGP: у класі 125cc (2003), та двічі у класі 250cc (2004 та 2005). У сезоні сезоні 2016 виступає у класі MotoGP за команду «Repsol Honda» під номером 26. Педроса є наймолодшим чемпіоном світу MotoGP в класах 125cc та 250cc.

## Кар'єра

### MotoGP
У сезоні 2012 року завдяки чотирьом здобутим поспіль перемогам на етапах боровся за титул чемпіона з Хорхе Лоренсо, проте прикре падіння на передостанньому етапі позбавило шансів на титул.

#### 2013
У 2013 році напарником Педроси в команді «Repsol Honda» став чинний чемпіон світу в класі Moto2 Марк Маркес, який змінив Кейсі Стоунера; в команді головних конкурентів Yamaha Factory Racing до чинного чемпіона світу Хорхе Лоренсо приєднався 9-разовий чемпіон світу Валентіно Россі. Таким чином сформувалось коло основних претендентів на чемпіонство. Це підтвердилось на першій же гонці сезону у Катарі, де ця четвірка зайняла перші місця, а Педроса став четвертим. На наступному етапі на Гран-Прі Америк Даніель зміг піднятись на друге місце, поступившись лише напарнику по команді Марку Маркесу. На двох наступних етапах у Арагоні та Франції Дані Педроса святкував перемоги, що дозволило йому вперше за останні майже п'ять років захопити лідерство у загальному заліку чемпіонату MotoGP.
Перемога у Франції стала для Педроси восьмою на 12 останніх етапах і 24-ю у кар'єрі в «королівському» класі, за цим показником іспанець зрівнявся з Хорхе Лоренцо та Вейном Рейні. До того ж, Дані вступив у «Клуб 3000», заробивши в сумі 3011 очок, що до нього змогли зробити лише два гонщики: Лоріс Капіроссі та Валентіно Россі.
Загалом же в сезоні з 3-ма перемогами (Іспанія, Франція та Малайзія) та 13-ма подіумами в активі Педроса фінішував на 3-му місці, пропустивши свого колегу по команді Маркеса та чинного чемпіона Лоренсо.

#### 2014
У сезоні 2014 Даніель продовжив виступи у команді «Repsol Honda». З перших же гонок лідерство у чемпіонаті захопив Марк Маркес, Педроса же зміг боротись лише за друге місце з гонщиком «Movistar Yamaha MotoGP» Валентіно Россі. У середині сезону керівники «Repsol Honda» продовжили контракт з Дані ще на два роки, до закінчення сезону 2016. Першу і єдину перемогу на етапах у сезоні Педроса здобув на одинадцятому Гран-Прі сезону, у Чехії, перервавши виграшну серію Маркеса, яка налічувала 10 перемог поспіль. Кінцівка сезону пройшла для іспанця невдало: у Австралії та Малайзії він фінішував без очок, чим скористались конкуренти з «Movistar Yamaha MotoGP». У загальному заліку Дані посів четверте місце.

#### 2015

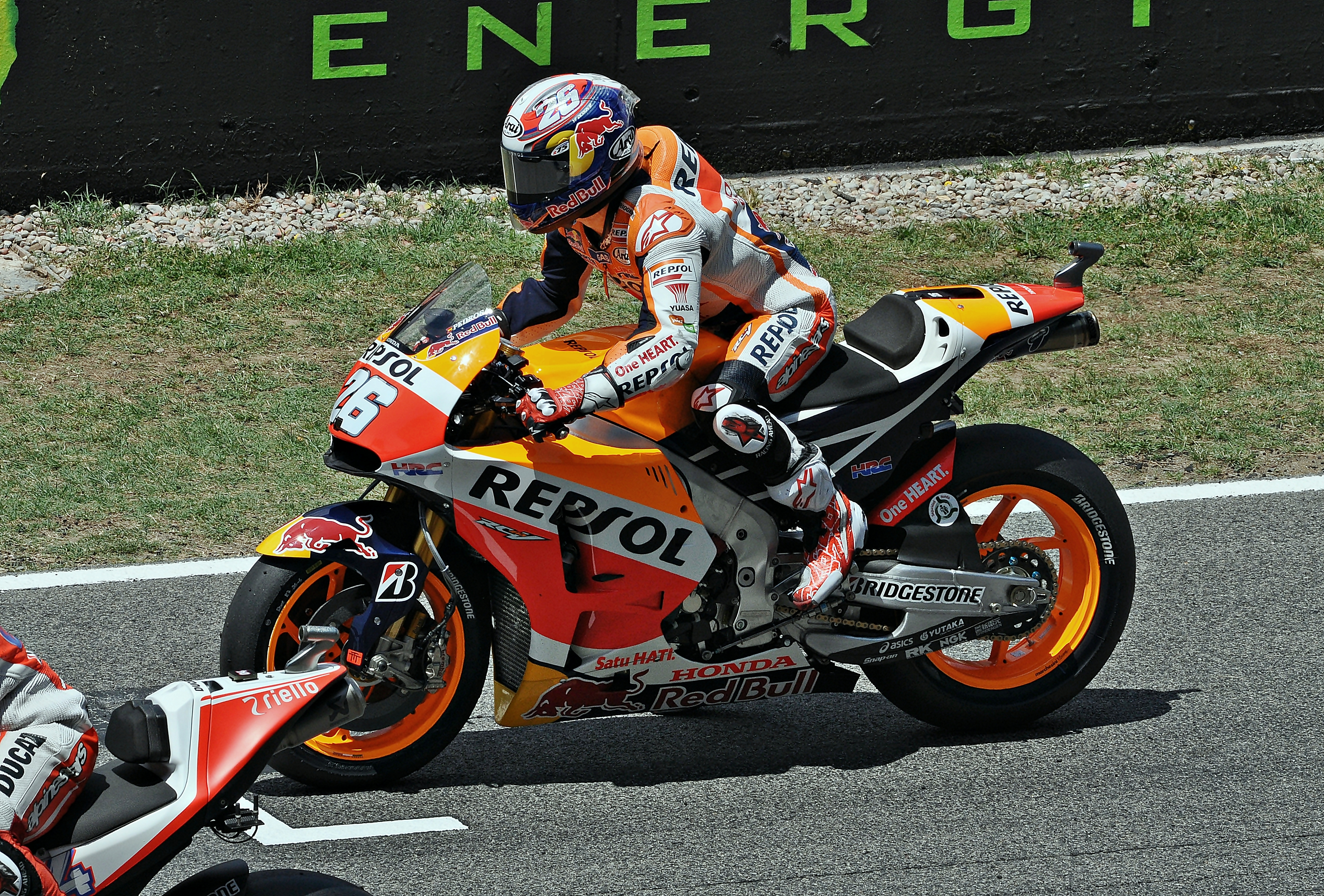
Дані на старті Гран-Прі Каталонії-2015

На сезон 2015 співпраця іспанця з командою продовжилась. Проте вже після дебютної гонки в Катарі, де Дані фінішував шостим, він заявив, що у нього є фізичні проблеми з руками, які не дозволяють йому виступати у гонках на повну силу. Ці проблеми він відчував протягом минулого сезону, проте лікарі не давали йому гарантії на повне оздоровлення після хірургічного втручання. Подроса однак вирішив пройти операцію, через що пропустив три наступні гонки, а в команді його замінив тест-пілот «Repsol Honda» Хіросі Аояма.
Після свого повернення, у п'ятому Гран-Прі сезону у Франції Дані фінішував лише 16-м. Проте, вже у сьомій гонці сезону, в Каталонії, Педроса фінішував на подіумі, зайнявши 3-тє місце. Призове місце стало для нього першим у сезоні та 95-м у «королівському» класі і за цим показником він зрівнявся зі своїм кумиром дитинства Міком Дуейном. У наступних чотирьох гонках він був менш успішним, фінішуючи поза межами призової трійки, але останні п'ять гонок сезону стали для нього справжнім проривом — у чотирьох з них іспанець фінішував на подіумі, здобувши дві перемоги (у Японії та Малайзії). Це дозволило Дані за підсумками сезону зайняти четверте місце.

### Статистика кар'єри

#### В розрізі сезонів
| Сезон | Клас   | Команда                      | Мотоцикл     | Гонки | Пер | Под | ПП | НК | Очки | Місце |
| ----- | ------ | ---------------------------- | ------------ | ----- | --- | --- | -- | -- | ---- | ----- |
| 2001  | 125cc  | Telefonica Movistar jnr Team | Honda RS125  | 16    | 0   | 2   | 0  | 0  | 100  | 8     |
| 2002  | 125cc  | Telefonica Movistar jnr Team | Honda RS125  | 16    | 3   | 9   | 6  | 2  | 243  | 3     |
| 2003  | 125cc  | Telefonica Movistar jnr Team | Honda RS125  | 14    | 5   | 6   | 3  | 3  | 223  | 1     |
| 2004  | 250cc  | Telefonica Movistar Honda    | Honda RSW250 | 16    | 7   | 13  | 4  | 8  | 317  | 1     |
| 2005  | 250cc  | Telefonica Movistar Honda    | Honda RSW250 | 16    | 8   | 11  | 5  | 7  | 309  | 1     |
| 2006  | MotoGP | Repsol Honda Team            | Honda RC211V | 17    | 2   | 8   | 4  | 4  | 215  | 5     |
| 2007  | MotoGP | Repsol Honda Team            | Honda RC212V | 18    | 2   | 8   | 5  | 3  | 242  | 2     |
| 2008  | MotoGP | Repsol Honda Team            | Honda RC212V | 17    | 2   | 11  | 2  | 2  | 249  | 3     |
| 2009  | MotoGP | Repsol Honda Team            | Honda RC212V | 17    | 2   | 11  | 2  | 5  | 234  | 3     |
| 2010  | MotoGP | Repsol Honda Team            | Honda RC212V | 15    | 4   | 9   | 4  | 8  | 245  | 2     |
| 2011  | MotoGP | Repsol Honda Team            | Honda RC212V | 14    | 3   | 9   | 2  | 4  | 219  | 4     |
| 2012  | MotoGP | Repsol Honda Team            | Honda RC213V | 18    | 7   | 15  | 5  | 9  | 332  | 2     |
| 2013  | MotoGP | Repsol Honda Team            | Honda RC213V | 17    | 3   | 13  | 2  | 4  | 300  | 3     |
| 2014  | MotoGP | Repsol Honda Team            | Honda RC213V | 18    | 1   | 10  | 1  | 2  | 246  | 4     |
| 2015  | MotoGP | Repsol Honda Team            | Honda RC213V | 15    | 2   | 6   | 1  | 0  | 206  | 4     |
| 2016* | MotoGP | Repsol Honda Team            | Honda RC213V | 2     | 0   | 1   | 0  | 0  | 27   | 3*    |
| Разом | Разом  | Разом                        | Разом        | 246   | 51  | 142 | 46 | 61 | 3707 |       |

Примітка: * — сезон триває, дані наведено станом на після закінчення 2 етапів з 18.

## Особисте життя
У кінці 2015 року у Даніеля виникли проблеми з податковою службою Іспанії — він був запідозрений в ухилянні від сплати податків на суму понад 7,8 млн. €. Хоча Педроса офіційно проживав у Швейцарії, в уряду його батьківщини виникли сумніви у тому, що за рік він перебував в межах Іспанії більше дозволених 90 днів.

## Цікаві факти
- Дані Педроса перемагав на всіх Гран-Прі календаря MotoGP, окрім трьох етапів: у Катарі, Америці та Великої Британії[2].
- Після сезону 2013 Даніелю належало 9 найшвидших кіл із 18, причому на Гран-Прі Каталонії рекорд тримався з 2008-го року[8].
- Кумиром дитинства для Даніеля був Мік Дуейн — австралійський мотогонщик, який домінував у «королівському» класі у 90-х[9].